# Jasson Zambrano
Jasson Zambrano (Vinces, Provincia de Los Ríos, Ecuador, 16 de septiembre de 1982) es un exfutbolista ecuatoriano. Actualmente es Asistente Técnico en el Club Deportivo River Ecuador.

## Trayectoria
Jasson Zambrano comenzó a jugar desde muy pequeño en la escuela Ricardo Calero de Vinces. Luego fue seleccionado en su provincia y en 1996 se unió a las divisiones menores del Barcelona Sporting Club. Allí jugó partidos en la Sub-16, 18 y 20. En 1999 se fue a Santa Rita de Vinces, donde jugó en las categorías menores. Luego de volver a Barcelona, en el 2002 debutó en Primera División. Al año siguiente fue seleccionado juvenil en la Categoría Sub-23.
En el 2004 fue prestado al Manta FC de la Serie B y un año después volvió a Barcelona. En el 2006 pasó al Club Deportivo Espoli, donde jugó media temporada, la otra mitad la jugó en un equipo de la Segunda Categoría, Fuerza Amarilla SC de Machala.
En el 2007 se fue a jugar al Técnico Universitario, y ese año salió goleador de la Serie B con 25 tantos.
En el 2008 fue contratado por el Club Sport Emelec, pero debido a una lesión en la columna no tuvo muchas oportunidades. Luego de rehabilitarse fue cedido a préstamo al Rocafuerte FC de la Segunda Categoría por el resto de la temporada, y el 2009 retornó a Emelec. El 2010 fue a River Ecuador, el 2011 pasó a Deportivo Cuenca, el 2013 a Olmedo y el 2014 juega en Deportivo Azogues.
Al retirarse como jugador, forma parte del cuerpo técnico 2015 de Club Deportivo River Ecuador, siendo el Asistente Técnico de Humberto Pizarro.

## Clubes
| Club                  | País    | Año       |
| --------------------- | ------- | --------- |
| Barcelona             | Ecuador | 2002-2003 |
| Manta FC              | Ecuador | 2004      |
| Barcelona             | Ecuador | 2005      |
| Espoli                | Ecuador | 2006      |
| Fuerza Amarilla SC    | Ecuador | 2006      |
| Técnico Universitario | Ecuador | 2007      |
| Emelec                | Ecuador | 2008      |
| Rocafuerte FC         | Ecuador | 2008      |
| Emelec                | Ecuador | 2009      |
| River Plate Ecuador   | Ecuador | 2010      |
| Deportivo Cuenca      | Ecuador | 2011      |
| River Plate Ecuador   | Ecuador | 2012      |
| Olmedo                | Ecuador | 2013      |
| Deportivo Azogues     | Ecuador | 2014      |

## Palmarés

### Distinciones individuales
| Distinción                        | Año  |
| --------------------------------- | ---- |
| Goleador de la Serie B de Ecuador | 2007 |

### Campeonatos locales
| Torneo         | Club   | Año  |
| -------------- | ------ | ---- |
| Copa Asoguayas | Emelec | 2008 |